# N. N. Argañaraz
Nicteroy Nazareth Argañaraz Coelho, conocido como N. N. Argañaraz (Artigas, 25 de diciembre de 1958), es un escritor y profesor uruguayo.

## Biografía
Es Doctor en Letras y Magíster en Letras por la Universidad Federal de Río Grande del Sur (UFRGS) de Brasil y Licenciado en Letras Hispánicas por la Universidad de la República (UDELAR) de Uruguay.
Entre 1985 y 2008 fue docente de Literatura Uruguaya, Literatura Latinoamericana y Teoría Literaria (especialización: Retórica) en la Facultad de Humanidades y Ciencias de la Educación. Entre 1993 y 1994 trabajó como profesor en la Universidad de Birmingham (Inglaterra) y también como periodista de los diarios La Hora (1985-1986) y La República (1989-1997); articulista y miembro del Consejo de Redacción de la revista de divulgación científica Relaciones (1987-1994) y colaborador de la revista Graffiti (1992-1994).
Su actividad de escritor abarca el ensayo, la ficción y la poesía. En 1986 publicó la antología Poesía visual uruguaya (Mario Zanocchi Editor). Es autor deLa escritura bajo el signo del travestismo (MZ Editor, 1990), Gloria o El drama de La existencia. Recuerdos del travesti más viejo de América del Sur (en coautoría con Antonio Ladra, Ediciones O DOS, 1991), Poesía latinoamericana de vanguardia: De la poesía concreta a la poesía inobjetal (O DOS, 1992), Formas de la micropolítica en el Uruguay de fin del milenio (O DOS, 1996), Supersticiones (O DOS, 2001), La poesía negra (Temas & Figuras, 2003), Poesía visual italiana (O DOS, 2004), Dante y sus precursores (O DOS, 2004); Jesús de Nazaret. Un judío persuasivo (Mario Zanocchi Editor, 2009), en el rubro ensayo; No dejes de escribirme... amor (Graffiti, 1993), en ficción, y Si decir es seducir (O DOS, 2003), en poesía.
Como artista visual, su actividad se concentró entre 1982 y 1991, lapso en el que expuso sus obras en numerosas exhibiciones internacionales de poesía visual y arte postal (mail-art) en diversos países del mundo a través de la International Network of Mail-Art. Fundó, dirigió y editó la Revista Internacional de Poesía Visual y Mail-Art O DOS (1982-1985) y, junto a otros artistas, la Asociación Uruguaya de Artistas-Correo (AUAC), grupo que organizó diversas exhibiciones internacionales de mail-art, entre ellas la titulada Por los derechos del trabajador, en 1984, en la que participaron unos 400 artistas de todas partes del mundo. Participó de la fundación de la Asociación Latinoamericana y del Caribe de Artistas-Correo; y, en 1985, organizó la Primera muestra retrospectiva de poesía visual uruguaya.